# Saje
Saje je splošni izraz, ki se nanaša na nečistost ogljikovih delcev, izhaja iz neposrednega zgorevanja ogljikovodikov. Praviloma je omejena na produkt plinsko fazo zgorevanja, vendar se pogosto razširi na preostale delce goriva, kot so zogleneli les, naftni kokos in tako naprej. Lahko postane v zraku med pirolizami, ki so bolj pravilno ugotovljene, kokosa ali znakov. Plinska faza vsebuje policiklični aromatski ogljikovodik. PAH V sajah so znane mutagene snovi  in so razvrščene v znano človeško rakotvorno snov, katere uporablja Mednarodna agencija za raziskave raka.
Saje kot onesnaževanje okolja imajo veliko različnih virov, vendar so vsi posledica neke vrste pirolize. Med njimi so saje iz motorjev z notranjem zgorevanjem, kotli elektrarn, gorivo kotlov, ladijski kotli, kotli za centralno ogrevanje pare, sežiganje odpadkov, goreče njive, hišni požari, gozdni požari, kamini, peči, itd. Ti zunanji viri prispevajo k notranjemu viru okolja, kot so kajenje snovi rastlinskega, kuhanje, olje, sveče, žarnice z ustaljeno prahu, kamini peči. 
Saje v zelo nizkih koncentracijah so sposobne temniti površine ali izdelovanje delcev agleomeratov, kot so tisti od prezračevalnih sistemov videti črni. Saje so glavni vzrok za razbarvanje sten,tal in stropov. To je glavni vzrok in odgovornost. Lahko je to znaten plin. Ustvarjane saj je odvisno od sestave goriva. Vendar pa je vrstni red saj težje spremljati dramatično glede na vrsto plemena posledica je navadno različno reagiranje plamena.Aromati lahko tvorijo saje, tako da po tej poti in tudi z bolj neposredno potjo, vključuje obroč kondenzacijo ali polimerizacijo reakcije glede na obstoječo strukturo.

## Opis
Saje so prašek, podoben obliki amorfnega ogljika.

## Nevarnosti
Saje so v splošni kategoriji zraku trdih snovi. In kot tak je veljal za nevarnega v pljučih in splošnem zdravstvenem stanju, ko so delci manši od petih mikrogramov, v primeru ko se delcev ne filtrira, ovirajo zgornje dihalne poti. Dim iz dizelskih motorjev je sestavljen večinoma iz saj ogljik, šteje se za še posebej nevarne snovi, zaradi velikosti delcev mnogih drugih kemičnih spojin.
Dolgotrajne izpostavljenost onesnaženosti zraka v mestih, ki vsebuje saje poveča tveganje za bolezni srca in ožilja, glede na večje študije, objavljene v New England Journal v letu 2007. Dizelski izpustni plin je pomemben dejavnik za kurilno izhajanje delcev glede na onesnaževanje zraka. V več človeških eksperimentalnih študijih v dobro validirane izpostavljenosti komore za nastavitev DE je bila povezana z akutno želene motorje in povečanja nastanka strdkov. To služi kot verjetno mehčanje povezav med prej opisanimi povezavami med delci onesnaževanja zraka glede na povprečno obolevnost in umrljivost.